# 益都府
益都府，中国古代的府。
金朝时，改青州置，治所在益都县（今山东省青州市）。辖境相当今山东省博兴、广饶、东营、寿光、青州、临朐等市县地及淄博市东北部。元朝时，改置益都路。 

## 历任长官
金朝益都尹
- 移剌古（1139年—1140年）
- 完颜昂（1144年）
- 完颜宗哲（1148年—1150年）
- 完颜阿邻（1150年—1151年）
- 萧祚（1152年—1153年）
- 王伯龙（1153年—1154年）
- 完颜思敬（1155年—1157年）
- 完颜京（1159年—1161年）
- 完颜郑家（1161年）
- 独吉义（1162年—1163年）
- 唐括安礼（1163年）
- 徒单克宁（1164年）
- 完颜璋（1164年—1165年）
- 石抹荣（1167年—1168年）
- 石忠（1173年—1174年）
- 阿鲁欢（1177年—1179年）
- 完颜宗浩（1184年—1186年）
- 夹谷璋（1202年—1204年）
- 完颜守贞（1205年—1206年）
- 蒙古纲（1215年）
- 孛术鲁德裕（1216年—1217年）
- 必兰阿鲁带（1217年）
- 田琢（1218年）[1]